# Nagroda im. Lwa Kopielewa
Nagroda im. Lwa Kopielewa – nagroda przyznawana od 2001 roku przez Forum Lwa Kopielewa osobom, projektom lub organizacjom działającym na rzecz pokoju i praw człowieka. Nosi imię rosyjskiego dysydenta politycznego Lwa Kopielewa.

## Historia
Założycielem Forum Lwa Kopielewa był Fritz Pleitgen. Miał on możliwość poznania Kopielewa podczas pobytu w Moskwie jako korespondent WDR. Forum promuje współpracę pomiędzy Europą Zachodnią i Wschodnią. Stowarzyszenie posiada biuro w Kolonii, które oferuje program niemiecko-wschodnioeuropejskich spotkań kulturalnych.
Od 2001 roku Forum przyznaje Nagrodę im. Lwa Kopelewa osobom, projektom lub organizacjom. Poprzez uroczystość wręczenia nagród Forum chce przybliżyć pracę laureatów dlatego podczas wręczenia nagrody przewodniczący Forum wygłasza uzasadnienie przyznania nagrody, a zaproszone osoby laudację, zapoznając zgromadzonych z sylwetką laureata. Ze względu na pandemię wręczenia nagród za 2020 i 2021 zostało połączone i odbyło się zdalnie.

## Laureaci nagrody
- 2001: HALO Trust – brytyjska organizacja charytatywna zajmująca się usuwaniem min lądowych i niewybuchów, które mogą stanowić zagrożenie dla ludności cywilnej[8]
- 2002: Stowarzyszenie Memoriał – rosyjskie stowarzyszenie zajmujące się badaniami historycznymi i propagowaniem wiedzy o ofiarach represji radzieckich, w tym w okresie stalinowskim, a także ochroną praw człowieka w krajach byłego ZSRR[9]
- 2003: Uri i Avneri i Sari Nuseibe[10]
- 2004:Wspólnota Kulturowa Borussia[11]
- 2005: Czeczeńska działaczka na rzecz praw człowieka Zainap Gaszajewa[12]
- 2006: Hans Küng[13]
- 2009: Siegfried Lenz[14]
- 2010: Redakcja pisma „Nowaja gazieta”[15]
- 2012: Berthold Beitz[5]
- 2013: Syryjscy lekarze dr. Abdulkadera Abdulrahima i dr. Ammar Zakaria i syryjski działacz na rzecz pokoju Suad Tayeb[16]
- 2015: Ukraińska piosenkarka i aktywistka Majdanu Rusłana Łyżyczko, działacz na rzecz praw człowieka Jewhen Zacharow, muzyk Andriej Makarewicz i pisarz Eduard Uspienski[17]
- 2016: Pisarz Władimir Wojnowicz[18]
- 2017: Rosyjski socjolog i szef instytutu badawczego Centrum Lewady Lew Gudkow i turecki dziennikarz Can Dündar[12][19]
- 2019: Mission Lifeline i kapitan statku Lifeline Claus-Peter Reisch[4]
- 2020: Rosyjska organizacja medialna OVD-Info i rosyjski historyk Jurij Dmitriew[7]
- 2021: Maria Kalesnikawa, Swiatłana Cichanouska i Wieranika Cepkała za walkę o demokrację i przeciwko sfałszowaniu wyborów na Białorusi[20]